# NGC 2811
NGC 2811 is een balkspiraalstelsel in het sterrenbeeld Waterslang. Het hemelobject werd op 31 december 1785 ontdekt door de Duits-Britse astronoom William Herschel.

## Synoniemen
- MCG -3-24-3
- UGCA 155
- IRAS09138-1606
- PGC 26151